# کلاورینگ
کلاورینگ (به انگلیسی: Clavering) یک روستا و محله مدنی در بریتانیا است که در آتلزفورد واقع شده‌است. کلاورینگ ۱٬۲۳۸ نفر جمعیت دارد.